# Paulo Rosales
Paulo Roberto Rosales (Cosquín, Provincia de Córdoba, Argentina; 10 de enero de 1984) es un futbolista argentino. Juega como mediocampista ofensivo o enganche y actualmente no se sabe donde juega. Ascendio con Unión de Santa Fe en el año 2011. También jugó con Santiago Wanderers.

## Trayectoria

### Newell's Old Boys
Paulo Rosales debutó en Newell's Old Boys en 2003, siendo una gran promesa para los Leprosos. Jugó al lado de Fernando Belluschi, Ignacio Scocco, Justo Villar, Ezequiel Garay, Ariel Ortega. En el equipo rosarino permaneció hasta 2005, hasta que fue transferido a Unión de Santa Fe.

### Unión, Talleres y Olympiakos Volou
En Unión de Santa Fe jugó dos temporadas en la Primera "B" Nacional. A mitad de la temporada 2007/2008 forma parte del plantel de Talleres de Córdoba, a préstamo por 6 meses. Luego de su paso por la entidad cordobesa, cerca de un segundo préstamo, optó por retornar al equipo santafesino.
A principios de 2009 es cedido a préstamo al Olympiakos Volou de Grecia, con una opción de compra. Debido a una crisis financiera por la cual transcurría dicho país europeo, Rosales decide por cuenta propia retornar al equipo Tatengue. En 2011 logra el ascenso con Unión de Santa Fe a la Primera División, siendo una de las piezas claves del equipo de Frank Darío Kudelka.
Para la temporada 2011/2012 en la Primera División le fue asignado el dorsal número 10, teniendo una gran actuación en el Apertura 2011, convirtiéndose así en el mejor jugador, goleador del plantel y uno de los mejores jugadores del torneo. Finalizado el Clausura 2012, vence su vínculo con Unión y al no llegar a un acuerdo con la dirigencia Santafesina, queda libre con el pase en su poder.

### Independiente
El 6 de julio de 2012 recibe un llamado de Javier Cantero, el presidente de Independiente, quien le ofrece contratarlo como el nuevo enganche del equipo de Avellaneda, y revelándole que había sido elegido a dedo por el mismísimo Ricardo Enrique Bochini, ídolo histórico del Rojo que supo llevar la N°10 en su espalda ganando títulos alrededor del mundo. De esta forma el martes 10 de julio de 2012 firmaría un contrato con el club de Avellaneda por dos años, con opción de extenderlo por un año más, y se convirtió en el primer refuerzo del Rojo en la pretemporada, siéndole asignado el n°20 de la camiseta. Marcó su primer gol con la institución Roja en el partido de ida de la Sudamericana frente a Boca el cual sería empate 3-3 en La Bombonera, marcando el 2-2 parcial con un remate de afuera del área ante un arquero descolocado. Por la fecha 9 del Campeonato de Primera División, Independiente jugaba contra Unión en el Estadio 15 de Abril, ambos equipos buscando su primera victoria en el Campeonato, la cual se terminarían llevando los Rojos por 2-1, con un doblete del "Tecla" Farías, donde le tocó ingresar a los 10 del segundo tiempo por su compañero Luciano Leguizamón.

### Olimpo, Unión La Calera y Santiago Wanderers
En julio de 2013 cierra su fichaje con Olimpo de Bahía Blanca, recientemente ascendido a Primera División, donde solo permanecería seis meses para luego ir a Chile para jugar por Unión La Calera de la Primera División. En el cuadro cementero tendría un buen rendimiento tomando los hilos del mediocampo, destacando en el Clausura 2015 con una campaña donde llevaría a su equipo a jugar la liguilla por un cupo a la Copa Sudamericana y a su compañero, Jean Paul Pineda, a ser goleador del torneo, tras esto, Universidad Católica y Santiago Wanderers estarían tras él, llegando al segundo club mencionado como reemplazo de Jorge Luna.

### Oriente Petrolero
A inicios del 2018 llega a Oriente Petrolero para jugar la Copa Libertadores y el torneo local. Llega en reemplazo de su compatriota Damián Lizio.

## Clubes
| Club                   | País      | Año       |
| ---------------------- | --------- | --------- |
| Newell's Old Boys      | Argentina | 2002-2005 |
| Unión de Santa Fe      | Argentina | 2005-2007 |
| Talleres de Córdoba    | Argentina | 2008      |
| Unión de Santa Fe      | Argentina | 2008      |
| Olympiakos Volou       | Grecia    | 2009      |
| Unión de Santa Fe      | Argentina | 2009-2012 |
| Independiente          | Argentina | 2012      |
| Bahia                  | Brasil    | 2013      |
| Olimpo de Bahía Blanca | Argentina | 2013      |
| Unión La Calera        | Chile     | 2014-2015 |
| Santiago Wanderers     | Chile     | 2015-2016 |
| Instituto de Córdoba   | Argentina | 2016-2017 |
| Unión La Calera        | Chile     | 2017      |
| Oriente Petrolero      | Bolivia   | 2018      |
| Atlético Elortondo     | Argentina | 2019      |
| General Paz Juniors    | Argentina | 2020-2021 |

### Estadísticas
- Actualizado al 28 de noviembre de 2021

| Club | Div.                | Temporada           | Liga | Liga | Liga | Copa Nacional(1) | Copa Nacional(1) | Copa Nacional(1) | Copa Internacional(2) | Copa Internacional(2) | Copa Internacional(2) | Total | Total | Total |
| Club | Div.                | Temporada           | PJ   | G    | A    | PJ               | G                | A                | PJ                    | G                     | A                     | PJ    | G     | A     |
| --- | ------------------- | ------------------- | ---- | ---- | ---- | ---------------- | ---------------- | ---------------- | --------------------- | --------------------- | --------------------- | ----- | ----- | ----- |
| Newell's Old Boys Argentina                                                                                 |                     |                     |      |      |      |                  |                  |                  |                       |                       |                       |       |       |       |
| 1.ª | 2002/03             | 5                   | 0    | 0    | -    | -                | -                | -                | -                     | -                     | 6                     | 0     | 0     |       |
| 1.ª | 2003/04             | 18                  | 0    | 0    | -    | -                | -                | -                | -                     | -                     | 18                    | 0     | 0     |       |
| 1.ª | 2004/05             | 2                   | 0    | 0    | -    | -                | -                | -                | -                     | -                     | 2                     | 0     | 0     |       |
| Total | Total               | 25                  | 0    | 0    | -    | -                | -                | -                | -                     | -                     | 25                    | 0     | 0     |       |
| Unión Argentina                                                                                             |                     |                     |      |      |      |                  |                  |                  |                       |                       |                       |       |       |       |
| 2.ª | 2005/06             | 32                  | 5    | 0    | -    | -                | -                | -                | -                     | -                     | 32                    | 5     | 0     |       |
| 2.ª | 2006/07             | 37                  | 11   | 0    | -    | -                | -                | -                | -                     | -                     | 37                    | 11    | 0     |       |
| 2.ª | 2007/08             | 16                  | 2    | 0    | -    | -                | -                | -                | -                     | -                     | 16                    | 0     | 0     |       |
| 2.ª | 2008/09             | 18                  | 3    | 0    | -    | -                | -                | -                | -                     | -                     | 18                    | 3     | 0     |       |
| 2.ª | 2009/10             | 11                  | 0    | 1    | -    | -                | -                | -                | -                     | -                     | 11                    | 0     | 1     |       |
| 2.ª | 2010/11             | 37                  | 7    | 4    | -    | -                | -                | -                | -                     | -                     | 37                    | 7     | 4     |       |
| 1.ª | 2011/12             | 35                  | 5    | 7    | -    | -                | -                | -                | -                     | -                     | 35                    | 5     | 7     |       |
| Total | Total               | 186                 | 33   | 12   | -    | -                | -                | -                | -                     | -                     | 186                   | 33    | 12    |       |
| Talleres Argentina                                                                                          |                     |                     |      |      |      |                  |                  |                  |                       |                       |                       |       |       |       |
| 2.ª | 2007/08             | 20                  | 6    | 0    | -    | -                | -                | -                | -                     | -                     | 20                    | 6     | 0     |       |
| Total | Total               | 20                  | 6    | 0    | -    | -                | -                | -                | -                     | -                     | 20                    | 6     | 0     |       |
| Olympiakos Volou · Grecia                                                                                   |                     |                     |      |      |      |                  |                  |                  |                       |                       |                       |       |       |       |
| 2.ª | 2008/09             | 7                   | 2    | 0    | -    | -                | -                | -                | -                     | -                     | 7                     | 2     | 0     |       |
| Total | Total               | 7                   | 2    | 0    | -    | -                | -                | -                | -                     | -                     | 7                     | 2     | 0     |       |
| Independiente Argentina                                                                                     |                     |                     |      |      |      |                  |                  |                  |                       |                       |                       |       |       |       |
| 1.ª | 2012/13             | 15                  | 0    | 0    | -    | -                | -                | 6                | 2                     | 0                     | 21                    | 2     | 0     |       |
| Total | Total               | 15                  | 0    | 0    | -    | -                | -                | 6                | 2                     | 0                     | 21                    | 2     | 0     |       |
| Bahia · Brasil                                                                                              |                     |                     |      |      |      |                  |                  |                  |                       |                       |                       |       |       |       |
| 1.ª | 2013                | 8                   | 0    | 0    | 2    | 0                | 0                | -                | -                     | -                     | 10                    | 0     | 0     |       |
| Total | Total               | 8                   | 0    | 0    | 2    | 0                | 0                | -                | -                     | -                     | 10                    | 0     | 0     |       |
| Olimpo Argentina                                                                                            |                     |                     |      |      |      |                  |                  |                  |                       |                       |                       |       |       |       |
| 1.ª | 2013/14             | 17                  | 1    | 1    | -    | -                | -                | -                | -                     | -                     | 17                    | 1     | 1     |       |
| Total | Total               | 17                  | 1    | 1    | -    | -                | -                | -                | -                     | -                     | 17                    | 1     | 1     |       |
| Unión La Calera · Chile                                                                                     |                     |                     |      |      |      |                  |                  |                  |                       |                       |                       |       |       |       |
| 1.ª | 2014                | 13                  | 3    | 0    | -    | -                | -                | -                | -                     | -                     | 13                    | 3     | 0     |       |
| 1.ª | 2014/15             | 34                  | 6    | 11   | 6    | 1                | 0                | -                | -                     | -                     | 40                    | 7     | 11    |       |
| 2.ª | 2017                | 16                  | 2    | 1    | -    | -                | -                | -                | -                     | -                     | 16                    | 2     | 1     |       |
| Total | Total               | 63                  | 11   | 12   | 6    | 1                | 0                | -                | -                     | -                     | 69                    | 12    | 12    |       |
| Santiago Wanderers · Chile                                                                                  |                     |                     |      |      |      |                  |                  |                  |                       |                       |                       |       |       |       |
| 1.ª | 2015/16             | 23                  | 3    | 4    | 6    | 0                | 0                | 2                | 0                     | 0                     | 31                    | 3     | 4     |       |
| Total | Total               | 23                  | 3    | 4    | 6    | 0                | 0                | 2                | 0                     | 0                     | 31                    | 3     | 4     |       |
| Instituto Argentina                                                                                         |                     |                     |      |      |      |                  |                  |                  |                       |                       |                       |       |       |       |
| 2.ª | 2016/17             | 38                  | 7    | 9    | 1    | 1                | 0                | -                | -                     | -                     | 39                    | 8     | 9     |       |
| Total | Total               | 38                  | 7    | 9    | 1    | 1                | 0                | -                | -                     | -                     | 39                    | 8     | 9     |       |
| Oriente Petrolero · Bolivia                                                                                 |                     |                     |      |      |      |                  |                  |                  |                       |                       |                       |       |       |       |
| 1.ª | 2018                | 11                  | 1    | 0    | -    | -                | -                | 3                | 0                     | 0                     | 14                    | 1     | 0     |       |
| Total | Total               | 11                  | 1    | 0    | -    | -                | -                | 3                | 0                     | 0                     | 14                    | 1     | 0     |       |
| General Paz Juniors Argentina                                                                               |                     |                     |      |      |      |                  |                  |                  |                       |                       |                       |       |       |       |
| 4.ª | 2020                | 7                   | 2    | 0    | -    | -                | -                | -                | -                     | -                     | 7                     | 2     | 0     |       |
| 4.ª | 2020/21             | 4                   | 0    | 0    | -    | -                | -                | -                | -                     | -                     | 4                     | 0     | 0     |       |
| 4.ª | 2021/22             | 2                   | 0    | 0    | -    | -                | -                | -                | -                     | -                     | 2                     | 0     | 0     |       |
| Total | Total               | 13                  | 2    | 0    | -    | -                | -                | -                | -                     | -                     | 13                    | 2     | 0     |       |
| Total en su carrera                                                                                         | Total en su carrera | Total en su carrera | 426  | 66   | 38   | 15               | 2                | 0                | 11                    | 2                     | 0                     | 452   | 70    | 38    |
| (1) Incluye Copa de Brasil, Copa Chile y Copa Argentina. (2) Incluye Copa Sudamericana y Copa Libertadores. |                     |                     |      |      |      |                  |                  |                  |                       |                       |                       |       |       |       |

## Selección nacional
Ha sido parte de la Selección Argentina Sub-15 disputando torneos amistosos y la misma selección a nivel Sub-17 con la que disputó el Campeonato Sudamericano de 2001 con grandes figuras como Carlos Tévez o Javier Mascherano, obteniendo el segundo lugar de dicho campeonato, lo que le valió la clasificación al Mundial de la categoría donde no sería tomado en cuenta.

### Participaciones en Sudamericanos
| Sudamericano                | Sede | Resultado  |
| --------------------------- | ---- | ---------- |
| Sudamericano Sub-17 de 2001 | Perú | Subcampeón |

## Palmarés

### Campeonatos nacionales
| Título    | Club            | País  | Año  |
| --------- | --------------- | ----- | ---- |
| Primera B | Unión La Calera | Chile | 2017 |

### Otros logros
| Título                     | Club              | País      | Año  |
| -------------------------- | ----------------- | --------- | ---- |
| Ascenso a Primera División | Unión de Santa Fe | Argentina | 2011 |